# Ruski Daljni vzhod
Ruski Daljni vzhod (rusko Дальний Восток России) je regija v severovzhodni Aziji. Je najbolj vzhodni del Rusije in azijske celine; in se upravlja kot del Daljnovzhodnega federalnega okrožja, ki leži med Bajkalskim jezerom v vzhodni Sibiriji in Tihim oceanom. Največje mesto v regiji je Habarovsk, sledi mu Vladivostok.
Regija ima kopenske meje z državami: Mongolijo, Kitajsko in Severno Korejo na jugu, pa tudi morske meje z Japonsko na jugovzhodu in z ZDA ob Beringovem prelivu na severovzhodu. Čeprav se Ruski Daljni vzhod v tujini pogosto obravnava kot del Sibirije, je bil zgodovinsko kategoriziran ločeno od Sibirije v ruskih regionalnih shemah (in prej v času Sovjetske zveze, ko se je imenoval Sovjetski Daljni vzhod).

## Terminologija
V Rusiji regijo običajno imenujejo le Daljni vzhod (Dальний Восток). Kar je v nekaterih drugih jezikih znano kot Daljni vzhod, se običajno imenuje »azijsko-pacifiška regija« (Aziatsko-тихоокеанский регион, skrajšano AТР) ali »Vzhodna Azija« (Восточная Азия), odvisno od konteksta.

## Geografske značilnosti
- Krater Bejenčime-Salaatin - je udarni krater v Jakutiji na bregu reke Olenjo
- Vulkan Ključevska Sopka - je stratovulkan, najvišja gora na polotoku Kamčatka v Rusiji in najvišji aktivni vulkan Evrazije
- Kurilsko-kamčatski podmorski jarek - je oceanski jarek v severozahodnem Tihem oceanu.
- Bajkalsko jezero

## Zgodovina

### Ruska širitev
Rusi so dosegli pacifiško obalo leta 1647 z ustanovitvijo Ohotska, Ruski imperij pa je utrdil nadzor nad Ruskim Daljnim vzhodom v 19. stoletju, po priključitvi dela kitajske Mandžurije (1858-1860). Primorska oblast je bila ustanovljena kot ločena upravna delitev Ruskega imperija leta 1856 z upravnim središčem v Habarovsku.

### Upravna zgodovina
V prvi polovici 20. stoletja je obstajalo več entitet z imenom Daljni vzhod, vse s precej različnimi mejami:
- 1920–1922: Daljnovzhodna republika, ki je vključevala Transbajkalsko, Amursko, Primorsko in Kamčatsko oblast ter severni Sahalin;
- 1922–1926: Daljnovzhodna oblast, ki je vključevala Amursko, Zabajkalsko in Kamčatsko gubernijo in druge;
- 1926–1938: Daljnovzhodni okraj, ki je vključeval današnji Primorski in Habarovski okraj.

Do leta 2000 Ruski Daljni vzhod ni imel uradno določenih meja. En sam izraz Sibirija in Daljni vzhod (Сибирь и Дальний Восток) se je pogosto nanašal na ruske regije vzhodno od Urala, ne da bi jasno razlikoval med Sibirijo in Daljnim vzhodom.
Leta 2000 so bili ruski federalni subjekti združeni v večja federalna okrožja, od katerih je eno, Daljnovzhodno federalno okrožje, obsegala: Amurska oblast, Čukotsko avtonomno okrožje, Judovska avtonomna oblast, Kamčatska oblast z avtonomnim okrožjem Korjak, Habarovski okraj, Magadanska oblast, Primorski okraj, Republika Saha (Jakutija) in Sahalinska oblast. Novembra 2018 sta bili dodani Zabajkalski okraj in Republika Burjatija, ki sta bili prej del Sibirskega federalnega okrožja. Od leta 2000 Rusi vse pogosteje uporabljajo izraz Daljni vzhod za označevanje federalnega okrožja, čeprav se izraz pogosto uporablja tudi bolj ohlapno.
Daljni vzhod, ki ga določajo meje federalnega okrožja, ima površino 6,2 milijona kvadratnih kilometrov - več kot eno tretjino celotne površine Rusije.

### Rusko-Japonska vojna
Rusija je v zgodnjih 1900-ih vztrajno iskala toplovodno pristanišče na Tihem oceanu za rusko cesarsko mornarico in za olajšanje pomorske trgovine. Nedavno ustanovljeno pacifiško pristanišče Vladivostok (ustanovljeno leta 1860) je delovalo le v poletni sezoni, Port Arthur (ki ga je Rus od Kitajske zakupil od leta 1896 naprej) v Mandžuriji je lahko obratoval vse leto. Po prvi kitajsko-japonski vojni (1894-1895) in neuspehu pogajanj med Japonsko in carsko vlado leta 1903 se je Japonska odločila za vojno, da bi zaščitila svojo prevlado nad Korejo in sosednjimi ozemlji. Rusija je medtem videla vojno kot sredstvo za odvrnitev svojega prebivalstva od vladne represije in za združevanje domoljubja po več splošnih stavkah. Japonska je 8. februarja 1904 izdala vojno napoved. Vendar je tri ure preden je ruska vlada prejela japonsko vojno izjavo,  cesarska japonska mornarica napadla rusko 1. pacifiško eskadrilo pri Port Arthurju. Osem dni pozneje je Rusija Japonski napovedala vojno.
Vojna se je končala septembra 1905 z japonsko zmago po padcu Port Arthurja in neuspeli ruski invaziji na Japonsko preko Korejskega polotoka in severovzhodne Kitajske; tudi Japonska je grozila z invazijo na Primorsko preko Koreje. Sporni strani sta 5. septembra 1905 podpisali pogodbo iz Portsmoutha in tako Japonska kot Rusija sta se dogovorili za evakuacijo Mandžurije in vrnitev njene suverenosti Kitajski, vendar je Japonska smela zakupiti polotok Liaodong (v katerem sta Port Arthur in Talien), Rusi pa železniški sistem v južni Mandžuriji z dostopom do strateških virov. Japonska je od Rusije dobila tudi južno polovico otoka Sahalin. Leta 1907 je Japonska prisilila Rusijo, da je zaplenila zemljo korejskim naseljencem (ki so tvorili večino prebivalstva Primorske) zaradi strahu pred invazijo na Korejo in pred izrivanjem japonskih čet s strani korejskih gverilcev.

### Sovjetska era
Med letoma 1937 in 1939 je Sovjetska zveza pod Josifom Stalinom deportirala več kot 200.000 Korejcev v Uzbekistan in Kazahstan, saj se je bal, da bi Korejci lahko delovali kot vohuni za Japonsko. Številni Korejci so umrli na poti v vlakih za živino zaradi lakote, bolezni ali zmrzali. Sovjetske oblasti so očistile in usmrtile številne voditelje skupnosti; Koryo-saram (ime, ki ga etnični Korejci v postsovjetskih državah uporabljajo za sklicevanje na sebe) naslednjih 15 let ni smel potovati izven Srednje Azije. Korejcem tudi ni bilo dovoljeno uporabljati korejskega jezika in njegova uporaba se je začela izgubljati z vključitvijo narečja Koryo-mar (narečje korejščine, ki ga govorijo Koryo-saram) in uporabo ruščine.
Razvoj številnih oddaljenih lokacij na Sovjetskem Daljnem vzhodu se je v času Stalinove vladavine opiral na delovna taborišča gulag, zlasti v severni polovici regije. Po Stalinovi smrti leta 1953 se je obsežna uporaba prisilnega dela zmanjšala in nadomestili so jo prostovoljci, ki so jih pritegnile razmeroma visoke plače.

#### Sovjetsko–Japonski konflikti
Med japonsko invazijo na Mandžurijo leta 1931 so Sovjeti zasedli otok Bolšoj Ussurijski, otok Jinlong in več sosednjih otočkov, da bi mesto Habarovsk ločili od ozemlja, ki ga nadzoruje morda sovražna sila.
Dejansko je Japonska svojo vojaško pozornost usmerila na sovjetska ozemlja. Spopadi med Japonci in Sovjeti so se pogosto dogajali na meji Mandžurije med letoma 1938 in 1945. Prvo soočenje se je zgodilo na Primorskem, bitka pri jezeru Hasan (julij–avgust 1938) je vključevala poskus vojaškega vdora Mandžukua pod japonsko nadzorom na ozemlje zahtevala Sovjetska zveza. Ta vpad je temeljil na prepričanju japonske strani, da si je Sovjetska zveza napačno razlagala razmejitev meje na podlagi Pekinške pogodbe iz leta 1860 med imperialno Rusijo in mandžursko Kitajsko. Primorskemu okraju je vedno grozila japonska invazija kljub dejstvu, da se je večina preostalih spopadov zgodila v Mandžukuu.
Spopadi so se končali tik pred koncem druge svetovne vojne, ko je z vojno oslabljena Japonska našla svoja ozemlja Mančukuo, Mengjiang, Koreja in Južni Sahalin, ki so jih napadle sovjetske in mongolske čete (avgust 1945).

#### Druga svetovna vojna
Tako Sovjetska zveza kot Japonska sta Primorski okraj šteli za strateško lokacijo v drugi svetovni vojni in spopadi zaradi ozemlja so bili pogosti. Sovjeti in drugi zavezniki so ga imeli za ključno lokacijo za načrtovano invazijo na Japonsko skozi Korejo; Japonska je nanjo gledala kot na ključno lokacijo za začetek množične invazije na vzhodno Rusijo. Primorski okraj je služil kot pacifiški štab Sovjetske zveze v vojni za načrtovanje invazije zavezniških čet na Korejo, da bi dosegli Japonsko.
Po sovjetski invaziji je ZSSR Kitajski vrnila Mančukuo in Mengjiang; Koreja je bila osvobojena. Sovjetska zveza je zasedla in pripojila tudi Kurilsko otočje in južni Sahalin. Načrtovana sovjetska invazija na Japonsko se ni nikoli zgodila.

#### Hladna vojna
Med korejsko vojno je Primorski okraj postal kraj izjemne varnostne skrbi za Sovjetsko zvezo.
Vladivostok je postal prizorišče pogovorov o omejitvi strateškega orožja leta 1974. Takrat sta se Sovjetska zveza in ZDA odločili za količinske omejitve različnih sistemov jedrskega orožja in prepovedali gradnjo novih kopenskih lansirnih raket ICBM. Vladivostok in druga mesta na Primorskem so postala zaprta mesta zaradi oporišč sovjetske pacifiške flote.
Včasih so se zgodili vpadi ameriških izvidniških letal z Aljaske. Zaskrbljenost sovjetske vojske je leta 1983 povzročila zloglasni incident, ko je sovjetski lovec v bližini otoka Moneron sestrelil potniško letalo, ki je opravljalo let 007 Korean Air Linesa iz Anchoragea v Seul.

### Ruska federacija
Maja 2016 je predsednik Vladimir Putin predlagal »Zakon o daljnovzhodnem hektarju« s katerim je dal 1 hektar brezplačne zemlje na Ruskem Daljnem vzhodu ruskim državljanom in tujim državljanom, če bi tam živeli pet let.

## Demografija

### Prebivalstvo
Po popisu iz leta 2010 je Daljnovzhodno federalno okrožje imelo 6.293.129 prebivalcev. Največ ga je koncentrirano v južnih delih. Glede na obsežno ozemlje Ruskega Daljnega vzhoda je 6,3 milijona ljudi nekaj manj kot ena oseba na kvadratni kilometer, zaradi česar je to eno najbolj redko poseljenih območij na svetu. Prebivalstvo od razpada Sovjetske zveze hitro upada (še bolj kot v Rusiji nasploh), v zadnjih petnajstih letih pa se je zmanjšalo za 14 %. Ruska vlada je razpravljala o vrsti programov ponovne poselitve, da bi preprečila napovedani padec na 4,5 milijona ljudi do leta 2015, v upanju, da bo pritegnila zlasti preostalo rusko prebivalstvo bližnje tujine, a se je sčasoma dogovorila o programu za preselitev ukrajinskih ilegalnih priseljencev.
Etnični Rusi in Ukrajinci predstavljajo večino prebivalstva.

### Mesta
75% prebivalcev živi v mestih. Največja mesta so:
- Vladivostok
- Habarovsk
- Ulan-Ude
- Čita
- Komsomolsk-na-Amurju
- Blagoveščensk
- Jakutsk
- Petropavlovsk-Kamčatski
- Južno-Sahalinsk
- Nahodka
- Usurijsk

### Program za preselitev Ukrajincev
Leta 2016 je bil odobren program, ki naj bi na Daljni vzhod preselil vsaj 500.000 Ukrajincev. To je vključevalo dajanje brezplačne zemlje za privabljanje prostovoljnih priseljencev iz Ukrajine in naselitev beguncev iz vzhodne Ukrajine.

### Tradicionalne etnične skupine
Prvotne skupine prebivalstva Ruskega Daljnega vzhoda so (razvrščene po jezikovnih skupinah):
- Mongolsko: Burjati
- Turško: Saha
- Eskimsko-aleutski: Aleuti, sibirski jupiki (juiti)
- Čukotsko-Kamčatsko: Čukči, Korjaki, Alutori, Kereki, Itelmeni
- Tunguski: Evenki, Eveni, Nanai, Oročs, Ul'č, Udegej, Orok, Manču
- Izolirani: Korejci, Jukaghiri, Nivhi, Ainu

## Promet
Regija ni bila povezana z ostalo Rusijo prek domačih cest, dokler ni bila leta 2010 dokončana cesta M58.
Edinstveno za Rusijo je, da ima večina avtomobilov volan na desni strani (73 % vseh avtomobilov v regiji), čeprav promet teče po desni strani ceste.
Železnice so bolje razvite. Transsibirska železnica in Bajkalsko-Amurska magistrala (od leta 1984) zagotavljata povezavo s Sibirijo (in preostalo državo). Glavna proga Amur–Jakutsk je namenjena povezovanju mesta Jakutsk z ruskim železniškim omrežjem. Potniški vlaki se povezujejo z Nižnim Bestjakhom od leta 2013.
Tako kot v bližnji Sibiriji je tudi za številna oddaljena območja letalo glavni način prevoza v/iz civilizacije, vendar je infrastruktura pogosto slaba.
Pomorski promet je pomemben tudi za dostavo zalog na kraje na (ali blizu) pacifiške in arktične obale.